# József Peterman
József Peterman (* 23. Oktober 1947 in Budapest) ist ein ehemaliger ungarischer Radrennfahrer.

## Sportliche Laufbahn
Peterman war Teilnehmer der Olympischen Sommerspiele 1972 in München. Im Mannschaftszeitfahren kam der ungarische Vierer mit Tibor Debreceni, Imre Géra, József Peterman und András Takács auf den 7. Rang. Im olympischen Straßenrennen schied beim Sieg von Hennie Kuiper aus.
1970 gewann er die nationale Meisterschaft im Straßenrennen und im Mannschaftszeitfahren mit István Kiss, Tibor Magyar und László Sleisz. 
Die Internationale Friedensfahrt fuhr er fünfmal. 1969 wurde er 32., 1970 51., 1971 26. 1972 35. und 1973 31. der Gesamtwertung.